# Oppidum des Encourdoules
L’oppidum des Encourdoules est un oppidum ligure situé sur la commune de Vallauris dans le département français des Alpes-Maritimes. Les sols du camp ont fait l’objet d’une inscription au titre des monuments historiques depuis le 26 janvier 1978 et l'oppidum d'une inscription le 20 juin 1983.

## Situation de l'oppidum ligure
L'oppidum se trouve à 1 km au nord-est de Vallauris, dans le département des Alpes-Maritimes. C'était un important centre ligure, appelé Cordula, culminant à 249 m. Les archéologues se sont interrogés pour savoir s'il n'était pas la capitale de la tribu des Décéates. Le géographe grec d'Éphèse, Artémidore, qui vivait au Ier siècle av. J.-C. a signalé leur ville.
L'oppidum doit dater de la fin du IIIe siècle ou au début du IIe siècle av. J.-C. L'oppidum a été occupé jusqu'au IVe siècle apr. J.-C.
L'oppidum était entouré d'une enceinte. Le village était accessible par une porte à recouvrement. Cette enceinte englobait une superficie d'environ 1 hectare. Elle avait une largeur de plus de 2 mètres et était composée de larges blocs.
Au début du règne d'Auguste, l'oppidum est fortement remanié. L'enceinte est partiellement détruite. L'agglomération déborde ce mur pour occuper une surface de 2 hectares.
Les vestiges de mobilier se raréfient au bas-Empire montrant une occupation qui périclite. Puis il disparaît dans l'Antiquité tardive, peut-être à la suite des invasions « barbares ».

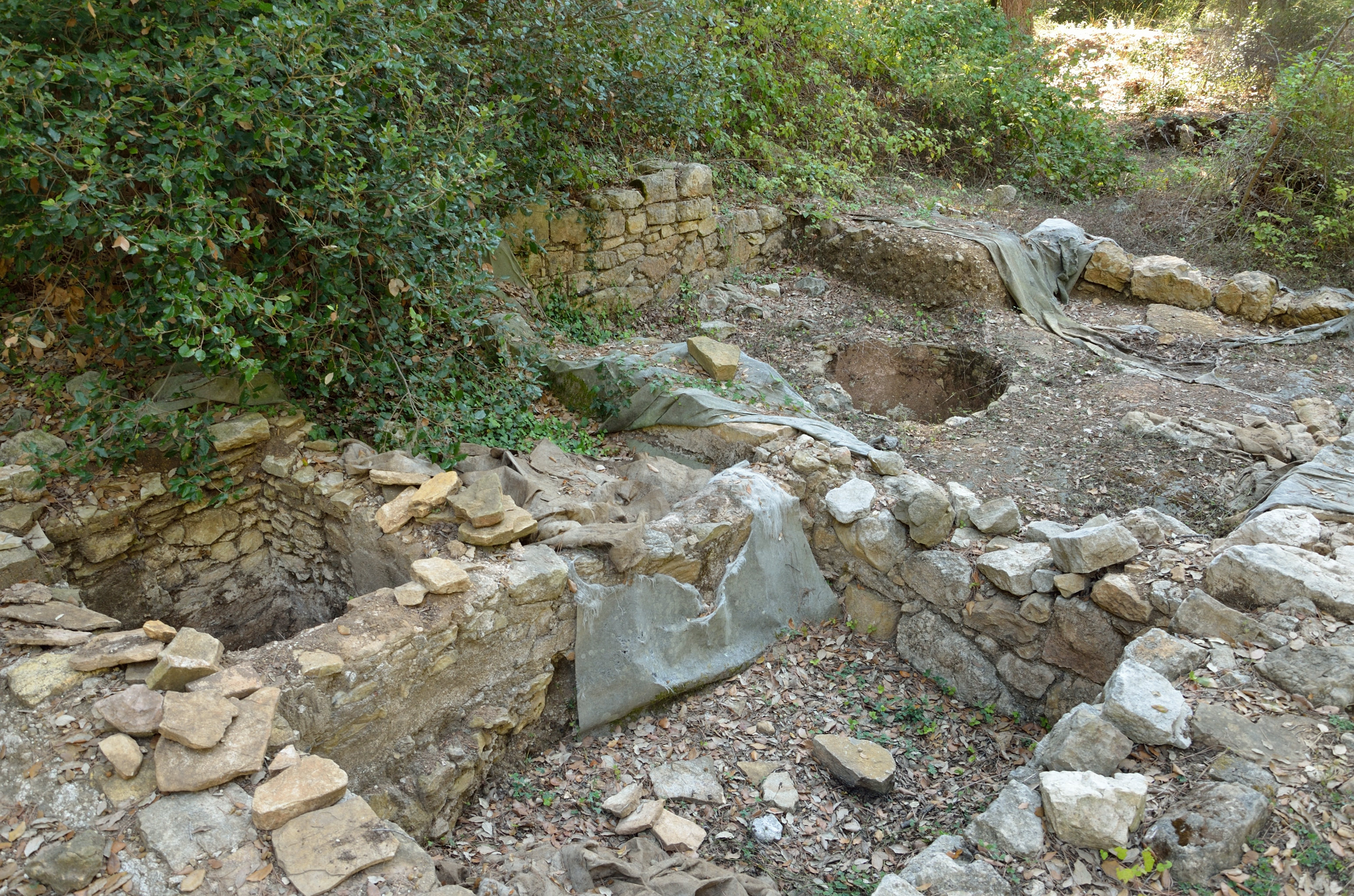
Site des fouilles archéologiques.

Des fouilles ont été effectuées en 2002-2005 sur une surface de 660 m2. Elles ont permis de mettre au jour des murs de maisons comportant des pressoirs, composés chacun d'une dalle, d'une cuve et d'une presse. Ces pressoirs permettaient la production de vin et d'huile d'olive. Cette activité s'est mise en place dans la période augustéenne, entre 15 av. J.-C. et 25 apr. J.-C. Cette activité agricole s'est maintenue pendant environ deux siècles. Le site est modifié pendant cette période, certaines cuves sont remplacées par des jarres. Vers la fin du IIe siècle ou au début du IIIe siècle, ces installations agricoles sont abandonnées. Mais le village n'est pas abandonné. Les fouilles dans les fermes romaines voisines ont montré que cette production s'y est développée à cette période.
On construit alors une porte monumentale à l'entrée du village, au-dessus de l'ancienne porte datant de l'âge du Fer (Tène final). C'est une simple porte-porche dont on a retrouvé la clé de voûte de l'arc intérieur mentionnant un MAGISTER PAGI CANTABE. Ce magister a probablement fait construire la porte du pagus qui dépendait de la cité d'Antibes.
En contrebas de l'oppidum se trouvait la nécropole où plusieurs mausolées ont été trouvés. Un de ceux-ci portait l'inscription BALBIAE PATERNAE M. MULTILIUS PATERNUS ET LUCILIA ALUMNAE ET SIBI POSTERIQUE SUIS VIVI FECERUNT (traduction : À Balbia Paterna, leur « alumna », qu'ils avaient élevée, pour eux-mêmes et pour leur postérité, Marcus Multilius Paternus et Lucilia ont érigé de leur vivant ce monument). C'était celui de la gens Multilius Paternus et date de la même période que la construction de la porte. Il est probable que cette famille soit d'origine locale.
161 pièces de monnaie ont été trouvées au cours des fouilles menées de 1874 à 1889.
Le site pourrait être aménagé pour le visiter.